# Joe Bonanno
Joseph "Joe Bananas" Bonanno ou Joe Bonanno (Castellammare del Golfo, Sicília, 18 de Janeiro de 1905 — Tucson, 11 de Maio de 2002) foi um mafioso ítalo-estadunidense.

## Vida
Nasceu com o nome de Giuseppe e, mais tarde, mudou para Joseph. Com apenas três anos de idade emigrou para os EUA, onde se tornou um dos mafiosos mais famosos daquela época. Junto com outros mafiosos, como Lucky Luciano, Frank Costello e Vito Genovese, Bonanno criou uma organização criminosa que teve repercussões na economia americana. Ele tinha 26 anos quando se tornou capo de uma das cinco famílias que dominaram o submundo nova-iorquino na década de 1930.
A história da Máfia deve muito aos Bonanno e a seu capo, Joe. Foi dele a ideia de reunir as cinco famílias em guerra e propor uma trégua, conhecida como “Pax Bonanno”. Mario Puzo retratou com maestria o episódio em seu romance O Poderoso Chefão, obra inspirada no mafioso, e que por sua vez serviu de base para o roteiro do filme O Poderoso Chefão, de 1972.
Ele era um dos integrantes originais da Comissão, o seleto grupo de chefões da Máfia, criado para resolver disputas internas das famílias e, durante os anos de 1950 e 1960, Bonanno dirigiu a Comissão. Ele foi preso várias vezes na década de 1930, quando supostamente estava ligado a Al Capone, mas passou apenas dois anos na cadeia. Só na década de 1980 ele voltou, para cumprir pena de 22 meses por obstrução da justiça e desprezo pelas autoridades. Ele colaborou com Luciano na aliança que levou a Máfia a dar sustentação ao desembarque das tropas aliadas na Sicília, durante a Segunda Guerra Mundial.
O capo morreu de insuficiência cardíaca, em Tucson, no Arizona, aos 97 anos, onde, milionário, vivia com filhos e netos, deixando uma enorme fortuna e várias histórias, algumas documentadas em sua autobiografia de 1983, intitulada A Man of Honor (Um Homem de Honra).